# Rizaucourt-Buchey
Rizaucourt-Buchey – miejscowość i gmina we Francji, w regionie Grand Est, w departamencie Górna Marna.
Według danych na rok 1990 gminę zamieszkiwało 125 osób, a gęstość zaludnienia wynosiła 8 osób/km².

## Galeria

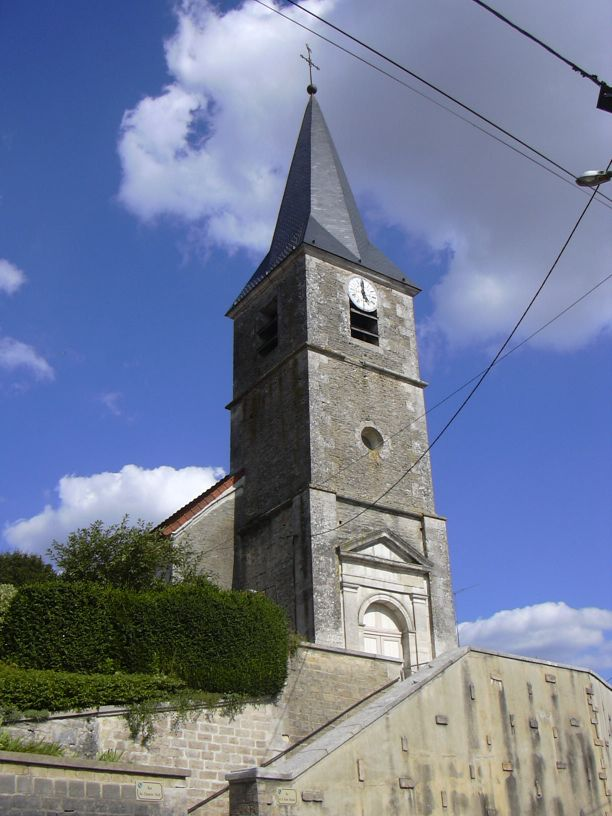
Kościół Notre-Dame-de-l'Assomption w Rizaucourt-Buchey, 2005
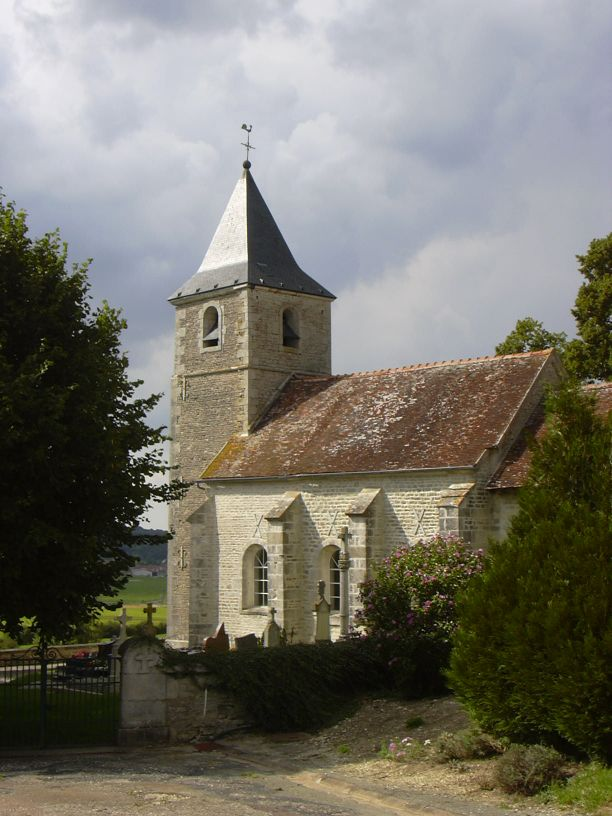
Kościół Sainte-Colombe w Rizaucourt-Buchey, 2005